# Prelesje (Črnomelj, Slovenija)
Prelesje je naselje u slovenskoj Općini Črnomelju. Prelesje se nalazi u pokrajini Dolenjskoj i statističkoj regiji Jugoistočnoj Sloveniji. 

## Stanovništvo
Prema popisu stanovništva iz 2002. godine naselje je imalo 26 stanovnika.